# Superfast I
Il Superfast I è un traghetto appartenente alla compagnia di navigazione Superfast Ferries.

## Servizio
Ordinato con il nome di Forza dalla Grimaldi Lines ai Nuovi Cantieri Apuania di Marina di Carrara, viene tuttavia acquistato il 5 giugno 2008 dalla Superfast Ferries, per la quale viene varato il 12 giugno con il nome di Superfast I.
Il 3 settembre 2008 viene trasferito nei cantieri navali San Giorgio del Porto di Genova, dove viene completato.
Il 6 ottobre 2008 viene consegnato alla Superfast Ferries ed il 10 ottobre giunge a Patrasso. Tre giorni dopo prende servizio nei collegamenti tra Patrasso, Igoumenitsa e Bari,  dove opera tutt'oggi in coppia con il gemello Superfast II.

## Navi gemelle
- Rizhao Orient
- Athena Seaways
- Tenacia
- Forza
- Superfast II
- Victoria Seaways
- Regina Seaways